# Цезарс Озерс
Цезарс Озерс (11 лютого 1937 — 5 листопада 2023) — радянський баскетболіст.
Срібний призер Олімпійських Ігор 1960 року.